# 油麻地戲院
油麻地戲院（英語：Yau Ma Tei Theatre）位於香港九龍油麻地，窩打老道和新填地街交界，是香港現存唯一一座於第二次世界大戰前建成並保留原貌的電影院建築，亦是市區碩果僅存的戰前戲院，與區內廣智、第一、大華及光明戲院合稱「五大戲院」。戲院於1930年落成，初期主要放映默片及粵劇，後轉型為播放有聲電影，並在1960年代成為邵氏電影的主要放映場所。1980年代後，因設備老舊難以競爭，戲院改為專門放映三級片，並首創「一張戲飛、全日任睇」的經營模式，最終在1998年結業。
1998年12月，油麻地戲院獲古物諮詢委員會評為第二級歷史建築。2009年，香港政府決定將戲院連同鄰近的紅磚屋（原上海街抽水站工程師辦公室，一級歷史建築）活化為傳統戲曲表演中心，專為粵劇新秀及新晉劇團提供演出及培訓場地。修復工程保留戲院原有建築特色，包括正門兩側刻有哭笑臉譜的石柱、中式斜屋頂及裝飾藝術風格的立面，並增設現代化劇場設施。活化後的油麻地戲院於2012年7月17日重新開放，設有300個座位，並配備先進舞台燈光及音響系統。
2022年9月，戲院因配合第二期擴建工程暫停開放，預計於2026年第一季重啟，屆時將增建六層高附屬設施，進一步強化其作為粵劇培育基地的功能。

## 歷史

### 戲院前身
油麻地戲院於1930年建成，同年6月14日啟用，具有新古典主義外觀、中式斜屋頂和裝飾藝術風格山形牆及圖紋，開業初期只放映默片，到了1934年1月23日才轉為放映有聲電影。油麻地戲院是當時附近油麻地碼頭及油麻地果欄的苦力、油麻地避風塘的艇家和車夫的消遣地點。
1960年代是油麻地戲院的黃金時期，專門放映邵氏製作的電影時常滿座，最後於1980年加入「金公主院線」放映新藝城的電影。隨着時代變遷，日漸老舊的油麻地戲院未能和新式迷你電影院競爭，惟有進行大型翻新工程，全面提升銀幕、燈光、大堂、售票處等設施，但生意仍然日漸式微。到了1985年，「金公主院線」減產，油麻地戲曾為增加營業額，加入「日活院綫」（後稱「巨人院線」）改為專門播放歐美及日本的色情電影，更首創一張戲票可以觀看全日放映的電影的「連環場」。油麻地戲院最後於1998年7月31日正式結業，地政總署接收業權；同年12月，油麻地戲院獲得古物諮詢委員會評定為二級歷史建築物。

### 改建發展

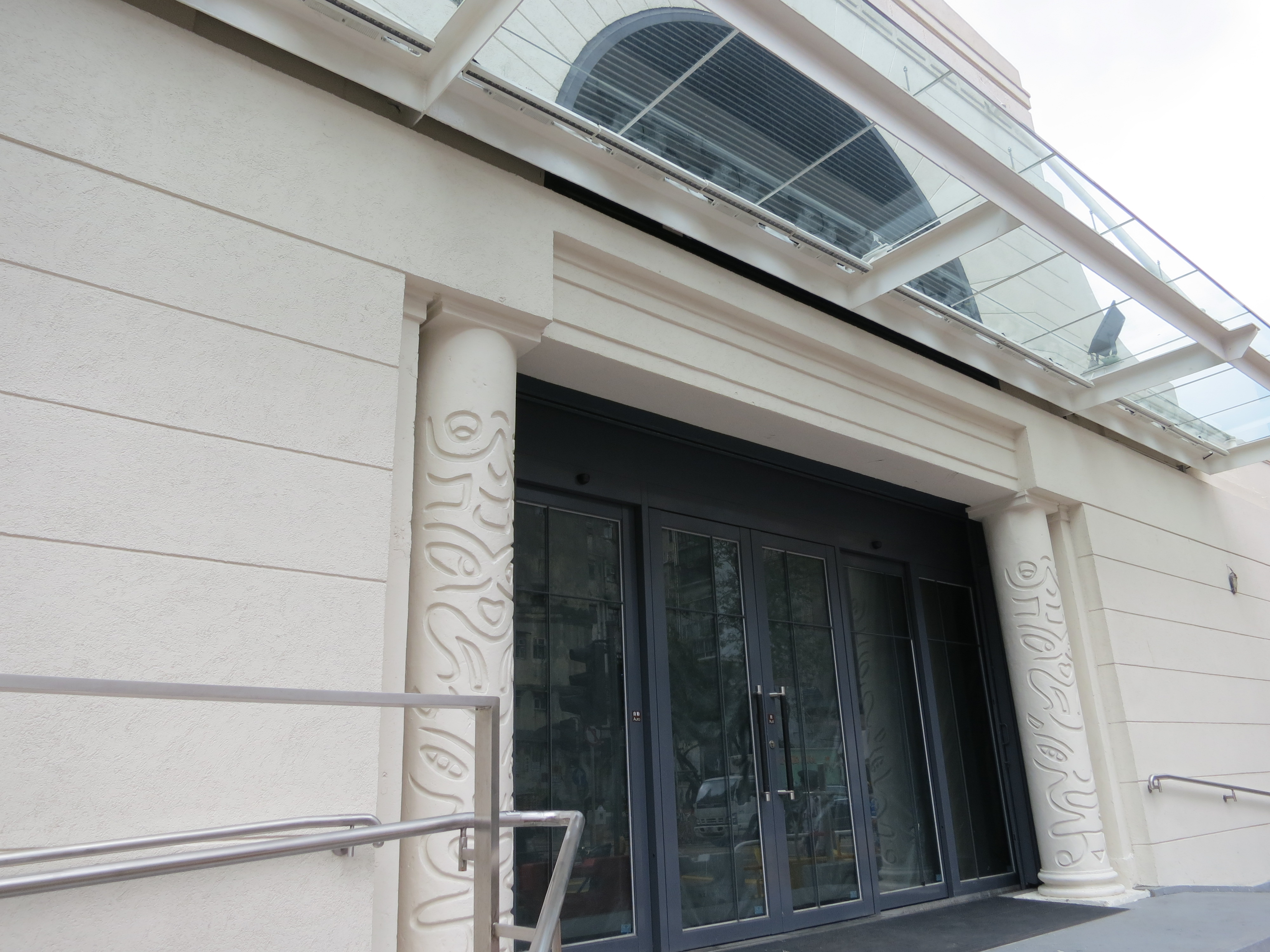
油麻地戲院正門上方的玻璃簷篷

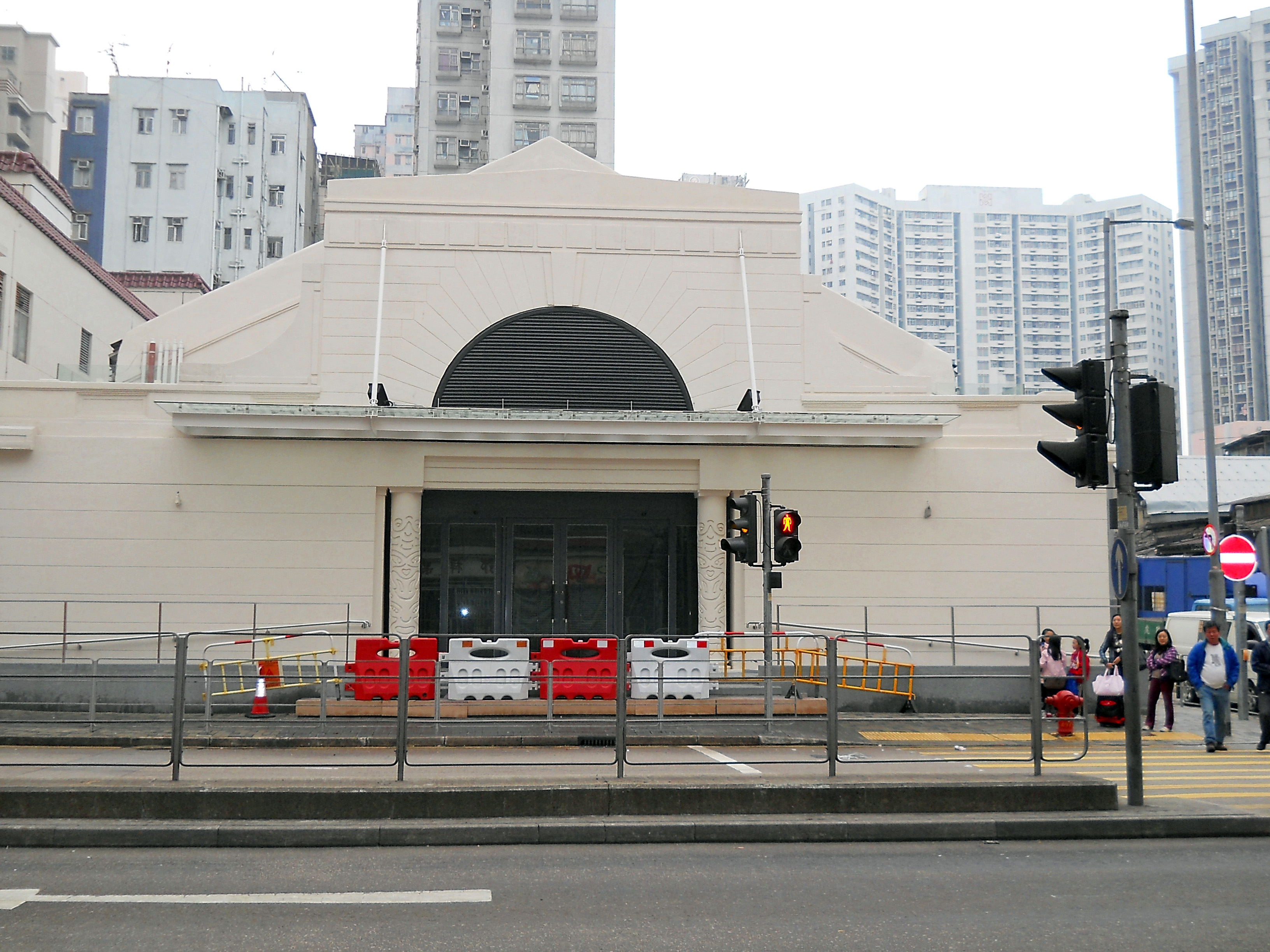
正門復修後重現兩條圓柱並加建無障礙通道

2006至07年及2007至2008年度香港行政長官施政報告承諾會物色新的場地以支持中國傳統表演藝術及各類演藝發展，政府經過多年時間，最終決定耗資8,000萬港元將油麻地戲院及鄰近的油麻地抽水站宿舍改建成為傳統曲藝表演中心及後勤基地，整項工程於2011年竣工。油麻地戲院原本有400至500個座位，需要拆卸前排部份座位增設舞台，並且加建前台、後台、更衣室及其他輔助設施，剩餘300多個座位作小型演出場地及培訓粵劇新秀之用。戲院正門原有兩條石柱，但是後來在裝修時被掩蓋，於復修時會設法還原石柱的本來面目。此計劃的落實得到粵劇界的一致支持，包括八和會館主席陳劍聲。油麻地戲院變身戲曲中心後，原有戲院頂蓋的鋼架及木梁皆會獲得保留，懷舊放映機和門柱更會獲得展示，舊放映平台藏身於新舞台下，旨在推動粵劇發展及培育戲曲接班人。
附近於1913年建成的油麻地果欄也是香港歷史建築之一，政府原本計劃將該處土地與油麻地戲院一同發展，但是由於油麻地果欄搬遷計劃存有爭議，因此先行發展油麻地戲院和紅磚屋地段。
2009年1月，民政事務局向立法會財務委員會工務小組委員會建議將油麻地戲院和紅磚屋改建為戲曲活動中心的57RE號工程計劃提升為甲級，估計所需費用為1億8,670萬元，工地面積為約801平方米，而建築樓面面積為1,301平方米，改建工程提供1個設有樂池和適合作小型粵劇演出的舞台、1個約有300個座位的表演廳、1個設有售票處的入口大堂、1個設有更衣室和化妝區的後台、1間影音和燈光控制室及包括洗手間、無障礙通道、保險箱室、清潔室和機房等其他設施，整個劇院面積約8,000多平方呎，粵劇界形容設施達到一級水準。工程於同年7月展開，第一期的建築工程於2011年9月竣工，於2012年4月月底至5月將會舉行3場免費粵劇表演，待毗鄰的垃圾收集站及露宿者庇護中心搬遷後，會進行第二期工程，戲院於同年7月月中重開。

### 擴建工程
根據建築署的招標文件顯示，第二期工程將會需時57個月，因為需要等待原址建築物於新址的建築落成啟用時才能夠拆卸原址停用的建築物，故此會較原定的2015年落成時間延長了兩倍時間。興建新露宿者中心及垃圾站需要19個月，拆卸原址建築物需要約10個月。當局預計第二期工程會於2013年開展。
2013年6月15日起，油麻地戲院將於指定周六或日舉辦免費公眾導賞團，讓公眾穿梭油麻地戲院及油麻地抽水站宿舍。
2022年6月8日，立法會工務小組以17票贊成、0票反對通過斥2.2億建油麻地戲院第二期建築工程，前身為上海街垃圾站及露宿者之家的位置，興建一座樓高六層的建築物，提供側翼舞台、庭院、排演室及練習室、會議室暨貴賓室、辦公室、貯物室、洗手間及育嬰室等，地庫則為由食環署管理的公共廁所設施。
油麻地戲院於2022年9月起關閉，以進行油麻地戲院第二期建築工程，預計於2026年第一季重開。

## 實景

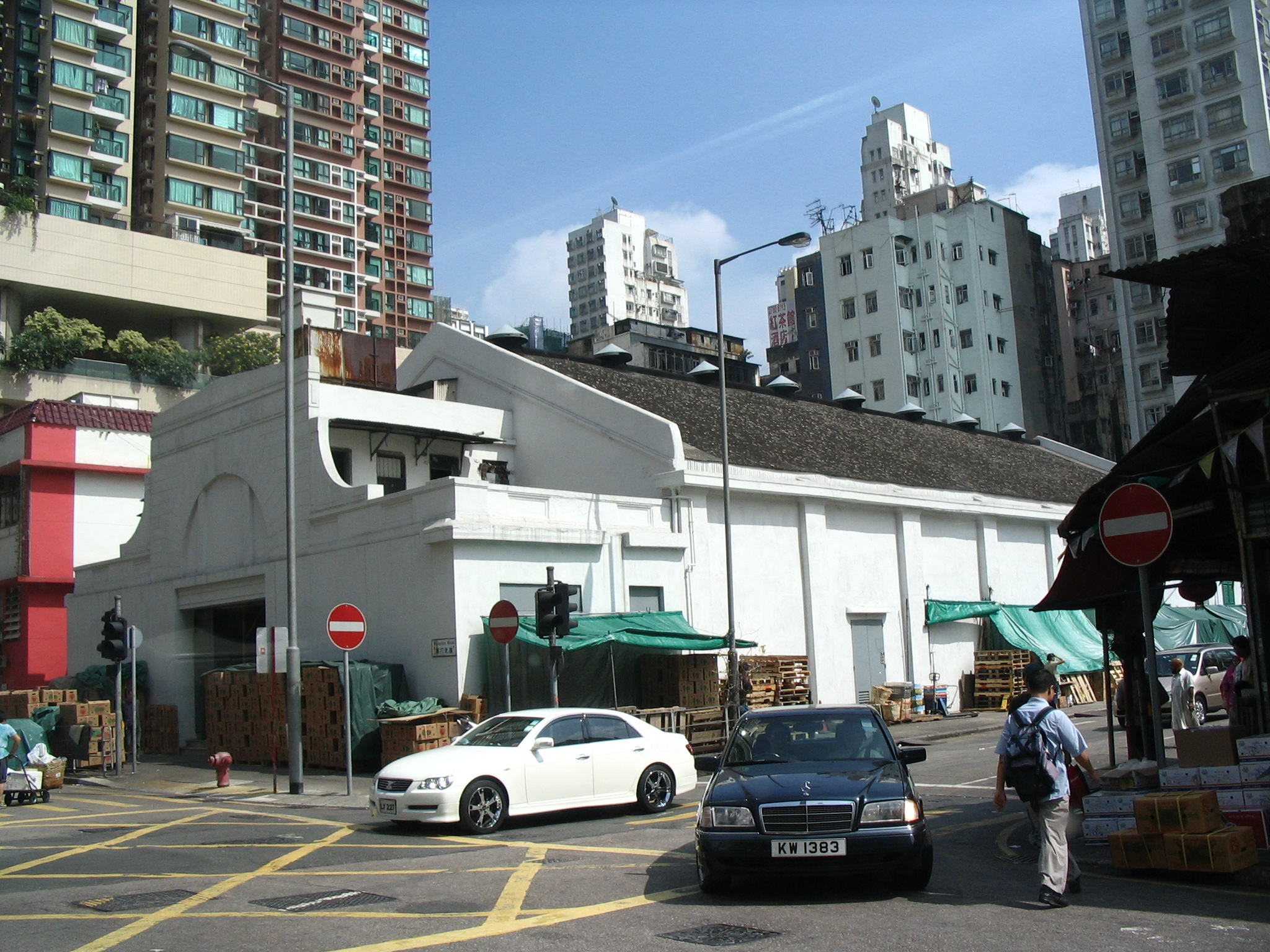
翻新不久的油麻地戲院外牆
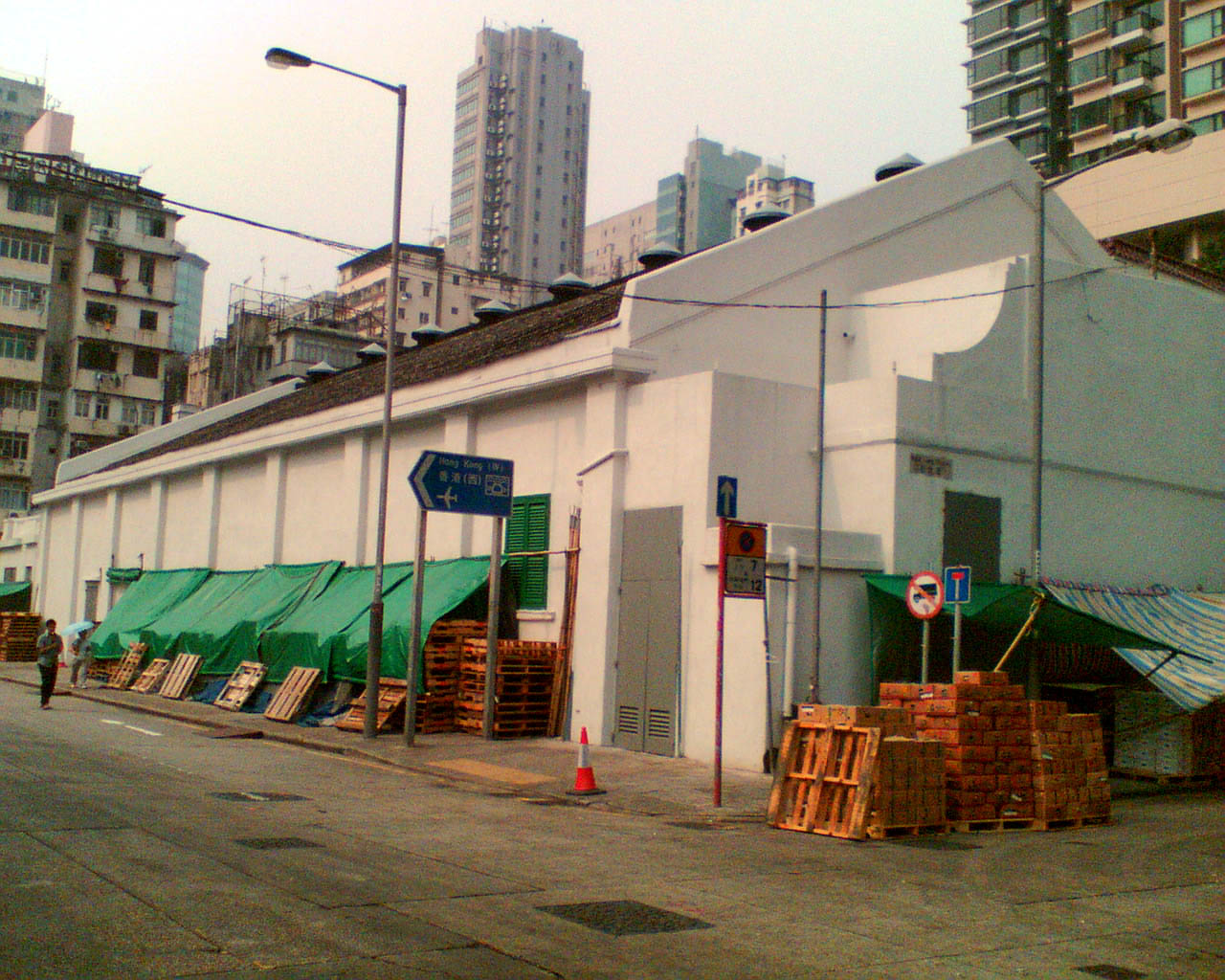
油麻地戲院的背面
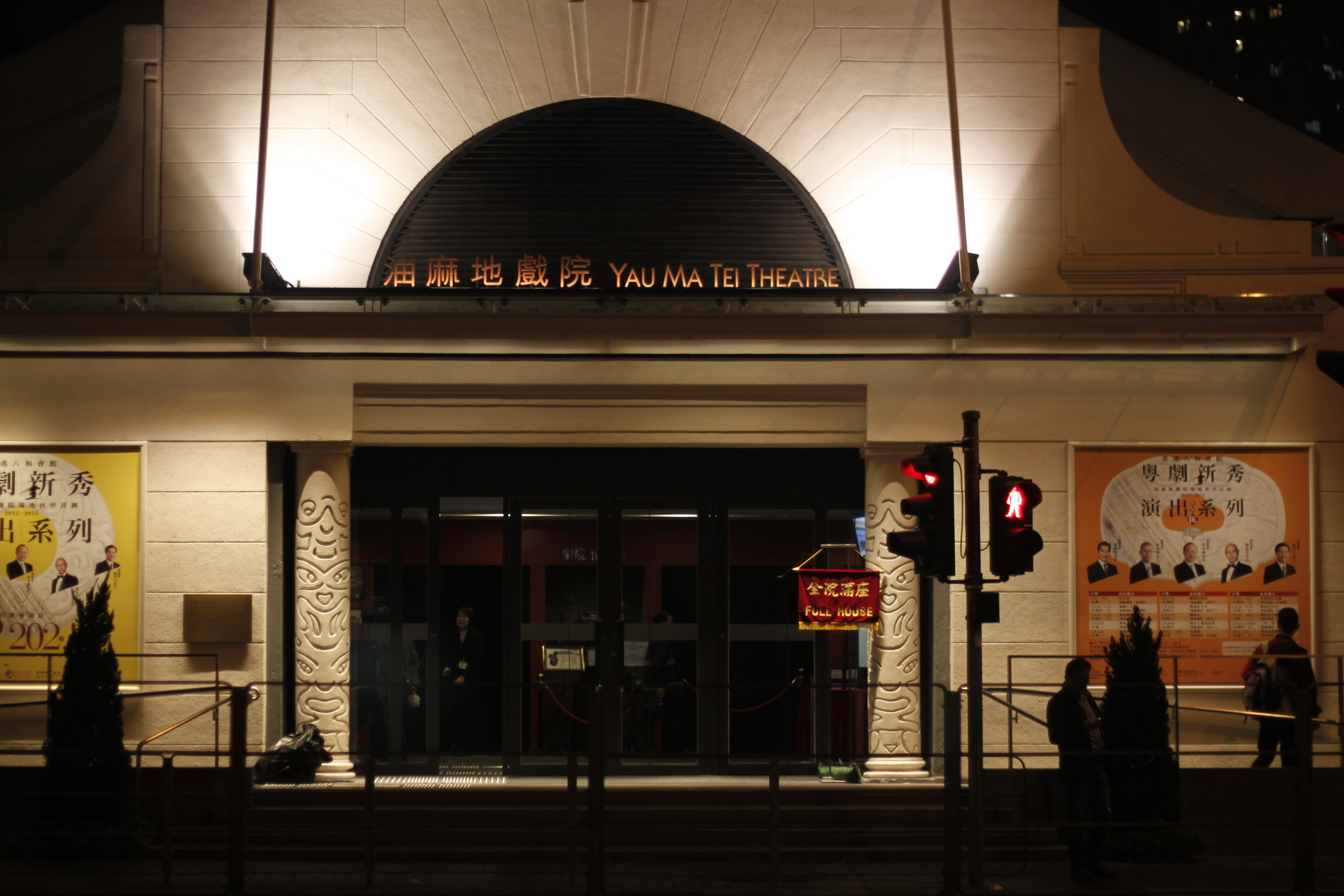
晚間油麻地戲院的正門

## 資料來源
1. ↑  邢健. . 中新網. 2005-09-28  [2019-09-27]. （原始内容存档于2019-09-27）.
2. ↑  . 2000-03-15  [2006-07-22]. （原始内容存档于2007-09-03）.
3. ↑  . 星島日報. 2012-04-16.
4. 1 2  油麻地戲院 回去回不去[永久]，《明報》，2012年4月22日
5. ↑  油麻地戲院變身曲藝中心，《太陽報》，2006年11月25日
6. ↑  油麻地戲院重生 偷樑換柱留屋頂[] 《明報》 2012年4月17日
7. ↑  油麻地戲院七月中重開 《星島日報》 2012年4月17日
8. ↑  油麻地戲院復修成戲曲中心 （页面存档备份，存于） 《明報》 2012年4月16日
9. ↑  油麻地戲院重開做大戲 （页面存档备份，存于） 《東方日報》 2012年4月17日
10. ↑  油麻地戲院7月中重開 《星島日報》 2012年4月16日
11. ↑  油麻地戲院改建完成　周三開放[]
12. ↑  .   [2020-09-12]. （原始内容存档于2012-04-20）.
13. ↑  油麻地戲院完成改建 （页面存档备份，存于） 《星島日報》 2012年4月16日
14. ↑  戲曲中心二期延遲落成 （页面存档备份，存于） 《星島日報》 2012年4月16日
15. ↑  區禮城. . 香港01. 2022-06-09  [2022-09-10].
16. ↑  .   [2016-11-26]. （原始内容存档于2016-09-22）.
17. ↑  .   [2016-11-26]. （原始内容存档于2017-01-12）.
18. ↑  .   [2016-11-26]. （原始内容存档于2016-09-22）.
19. ↑  .   [2016-11-26]. （原始内容存档于2017-01-28）.
20. ↑  .   [2016-11-26]. （原始内容存档于2016-10-02）.
21. ↑  .   [2016-11-26]. （原始内容存档于2016-10-02）.
22. ↑  .   [2016-11-26]. （原始内容存档于2016-10-20）.
23. ↑  .   [2016-11-26]. （原始内容存档于2016-10-23）.
24. ↑  .   [2016-11-26]. （原始内容存档于2016-10-21）.
25. ↑  .   [2016-11-26]. （原始内容存档于2016-10-25）.
26. ↑  .   [2016-11-26]. （原始内容存档于2016-10-20）.

## 外部連結
- 油麻地戲院 （页面存档备份，存于）
- 何志平：油麻地戲院 （页面存档备份，存于）
- 大公報：油麻地戲院改建料明年完工
- 立法會財務委員會：57RE－將油麻地戲院和紅磚屋改建為戲曲活動中心 （页面存档备份，存于）
- 立法會財務委員會：57RE－將油麻地戲院和紅磚屋改建為戲曲活動中心補充資料 （页面存档备份，存于）

22°18′45″N 114°10′09″E / 22.31250°N 114.16917°E